# Livramento de Nossa Senhora
Livramento de Nossa Senhora is een gemeente in de Braziliaanse deelstaat Bahia. De gemeente telt 43.903 inwoners (schatting 2022).

## Geografie

### Aangrenzende gemeenten
De gemeente grenst aan Brumado, Caetité, Dom Basílio, Érico Cardoso, Lagoa Real, Paramirim en Rio de Contas.

### Hydrografie
Door de plaats stroomt de rivier de Brumado en zijn zijrivier de Taquari. Andere rivieren of beken in de gemeente zijn o.a. de Rio do Paulo, Riacho do Salina en Riacho do Salobro.

## Religie
De plaats is zetel van het rooms-katholieke bisdom Livramento de Nossa Senhora.

## Verkeer en vervoer

### Wegen
De plaats is verbonden met de omliggende gemeenten via de regionale wegen BA-148 (noordoost/zuid) en BA-152 (west).

### Luchtwegen
In de gemeente komt mogelijk een vliegveld, naast de BA-152.

## Geboren
- Hermes Lima (1902-1978), premier van Brazilië
- Mauro Sousa (1990), voetballer